# Blaugrüner Tabak
Der Blaugrüne Tabak (Nicotiana glauca), oder auch Strauchtabak oder Baumtabak genannt, ist eine Art der Gattung Tabak (Nicotiana).

## Beschreibung
Im Gegensatz zu den meisten anderen Tabak-Arten handelt es sich beim Blaugrünen Tabak um einen kleinen Baum oder Strauch, der Wuchshöhen von bis zu 6 m erreichen kann. Im Alter verkahlen die Pflanzen sehr stark.
Die blaugrünen, lederig-gummigen, eiförmigen und ganzrandigen, kahlen Laubblätter, die an 3 bis 12 cm langen Blattstielen stehen, sind 5 bis 25 cm lang, die Blattbasis ist stumpf bis gestutzt und teils leicht herzförmig, die Spitze ist rundspitzig oder spitz.
Die Blütenstände sind vielblütige, lockere Rispen, in denen die Blüten an 3 bis 12 mm langen Blütenstielen stehen. Der fast kahle Kelch mit ungleichen, kurzen dreieckigen Zipfeln ist röhrenförmig und hat eine Länge von 1 bis 1,5 cm. Die gelbe bis rote, außen feinhaarige Krone ist ebenfalls röhrenförmig, hat eine Länge von 2,5 bis 4,5 cm und besitzt nur kurze, fünfeckig verwachsene Kronlappen. In der Röhre befinden sich die knapp eingeschlossenen Staubblätter, die nahezu gleich lang sind. Der Fruchtknoten ist oberständig mit einem langen, knapp vorstehenden Griffel mit kopfiger Narbe. Die Blüten sind leicht protogyn, also vorweiblich; das heißt die Narbe ist kurze Zeit vor dem Aufspringen der Antheren befruchtungsfähig. Je Blüte werden etwa 20 µL Nektar produziert, der Kolibris als potentielle Befruchter anlockt.
Die kleinen Früchte sind eiförmige, 0,7 bis 1,5 cm große Kapseln im beständigen und papierigen Kelch (Scheinfrucht), in denen sich einige hundert sehr kleine, braune und skulptierte Samen mit einer Größe von etwa 0,5 mm befinden.
Die Chromosomenzahl beträgt 2n = 24.

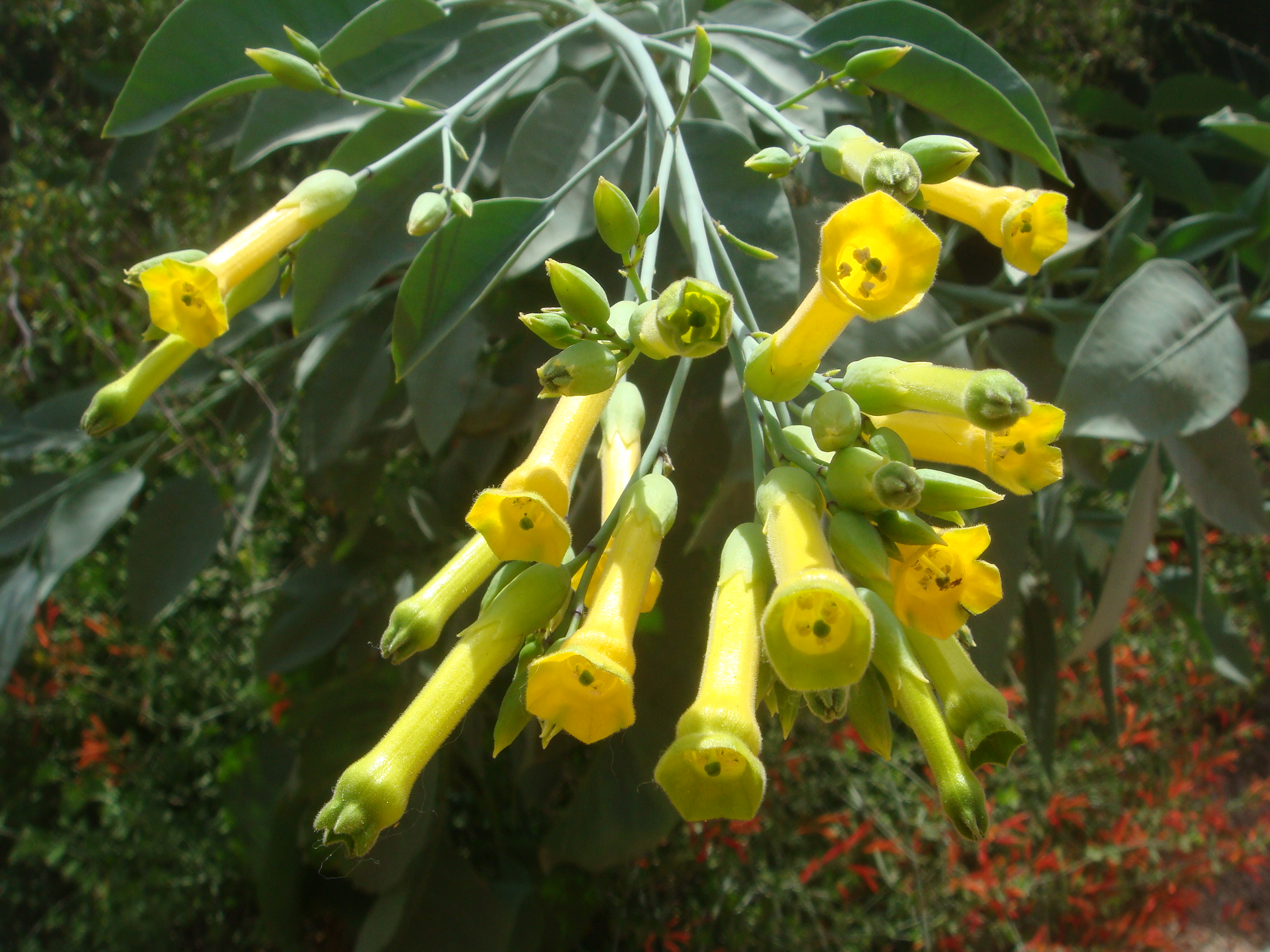
Blütenstand

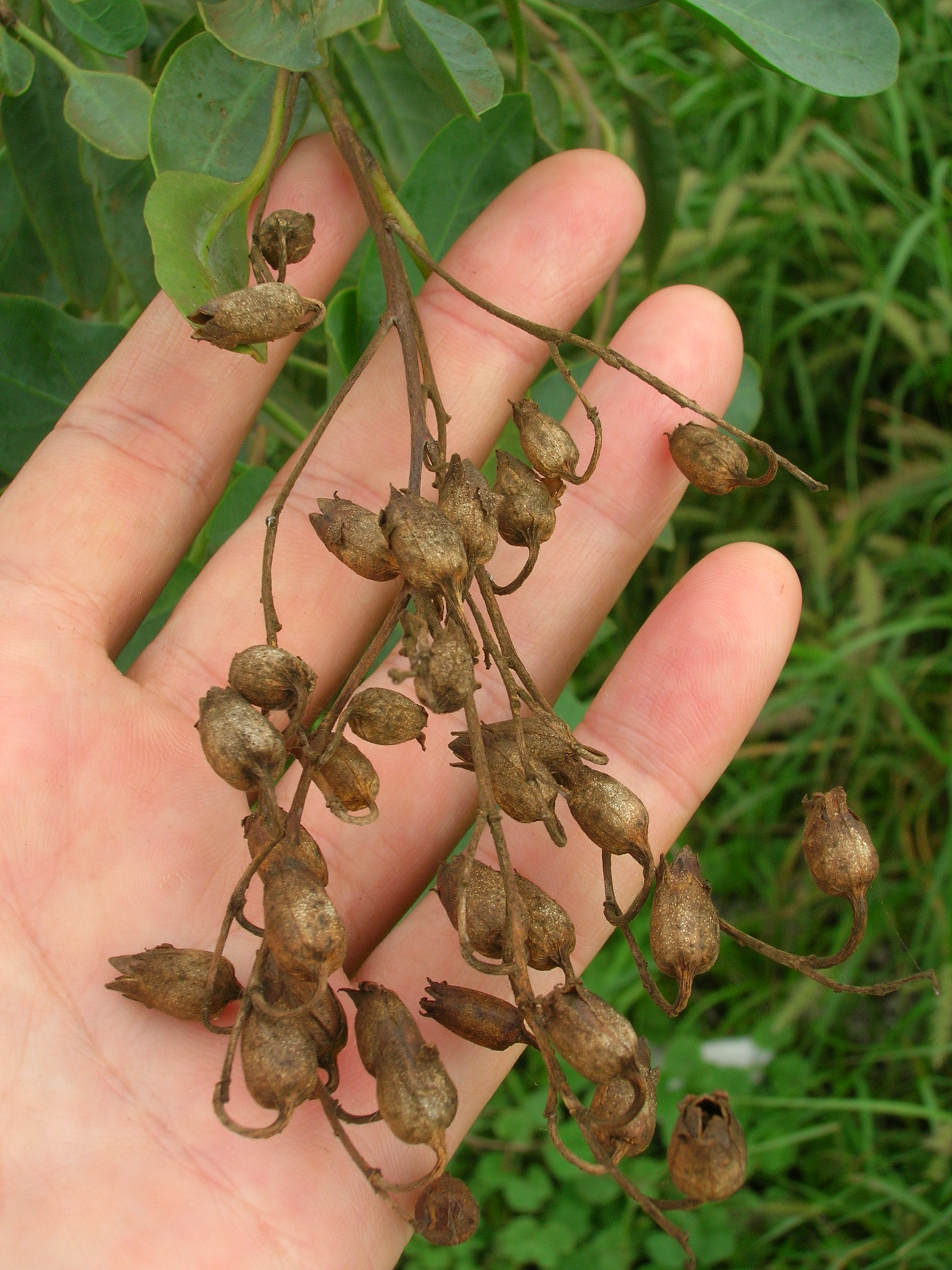
Kapselfrüchte im papierigen Kelch

## Verbreitung
Der Blaugrüne Tabak stammt ursprünglich aus Bolivien und Argentinien, ist aber inzwischen in fast allen tropischen und subtropischen Gebieten der Welt eingebürgert.
Im Mittelmeergebiet ist er eine Charakterart offener Ruderalstellen wie Straßenrändern, Schuttplätzen etc. Gerne wächst er auch in Küstennähe. Im Gegensatz zu den meisten anderen Tabakarten hält er auch leichten Frost aus.

## Inhaltsstoffe
Der Blaugrüne Tabak enthält nur kleine Mengen Nikotin, dafür aber die Alkaloide Anabasin und Nornicotin. Er wurde weniger als Genussmittel, sondern eher als Heilpflanze benutzt. Die Blätter sind giftig und können in größeren Mengen tödlich wirken.

## Sonstiges
Er wird manchmal als Zierpflanze angeboten. Obwohl es sich um eine mehrjährige Pflanze handelt, wird sie meist wie eine einjährige Pflanze kultiviert, da sie danach unansehnlich wird.
Aufgrund seiner Anspruchslosigkeit wird der Baumtabak als möglicherweise geeignete Pflanze zur Gewinnung von Biotreibstoffen untersucht. Baumtabak lässt sich in Trockengebieten auf Flächen anbauen, die als Ackerstandorte nicht geeignet sind. Eine Konkurrenz zur Nahrungsmittelproduktion wäre dadurch nicht gegeben.